# Nay Pál
Nay Pál (Budapest, 1887. november 18. – Budapest VII. kerülete, 1965. június 6.) zsidó származású magyar műépítész.

## Élete
Nay Rezső Rudolf (1853–1907) építész és Strausz Gizella (1860–1927) fiaként született.
Édesapja 1920-as halála után ő vette át a Nay és Strausz építészi iroda vezetését, de édesanyja is tulajdonostárs lett. Elsősorban modernista stílusú épületeket tervezett az 1930-as években:
- 1931–1932: lakóház, Budapest, Érmellék út 14.[6]
- 1933: lakóház, Budapest, Viador u. 11.[6]
- 1935: lakóház, Budapest, Torockó u. 10.[6]

1965-ben hunyt el 78 éves korában. Kívánságára elhamvasztották. Búcsúztatása július 9-én volt a Rákoskeresztúri temetőben.